# 赤坂新闻中心
赤坂新闻中心（英語：Akasaka Press Center；日语：／ Akasaka Puresu Sentā），也称哈迪军营（英語：Hardy Barracks）或麻布直升機場（英語：Azabu Heliport），位于日本国东京都港区六本木7丁目，是东京二十三区内唯一一座驻日美军基地，附近有东京地下铁千代田线乃木坂站。新闻中心设有直升机场，但由于附近建筑密集（包括国立新美术馆、政策研究大学院大学、东京中城、六本木新城、京王广场大饭店等），该基地净空环境并不理想。此外，直升机带来的噪音问题和对事故的不安也困扰着当地居民。

## 现状
截至2017年，赤坂新闻中心是东京都内8座驻日美军基地之一。该中心内设有直升机停机坪、车库、军官住宿设施（位于该中心东南角，6层高）、美军准机关报《星条旗报》东京都分社、美国空军亚洲宇宙产业开发事务所（AOARD）总部、美国海军全球亚洲研究所（ONRG-ASIA）总部 。

## 历史
此地块原是称作「麻布三连队」的大日本帝国陆军步兵第3联队用地，太平洋战争日本投降后由驻日盟军总司令接收。
驻日美军有时称呼该基地为哈迪军营（英語：Hardy Barracks），这个名称是为纪念“埃尔默·哈迪伍长”，他是1950年7月1日朝鲜战争的任务行动中，一场飞机事故的20名死者之一。

## 相册

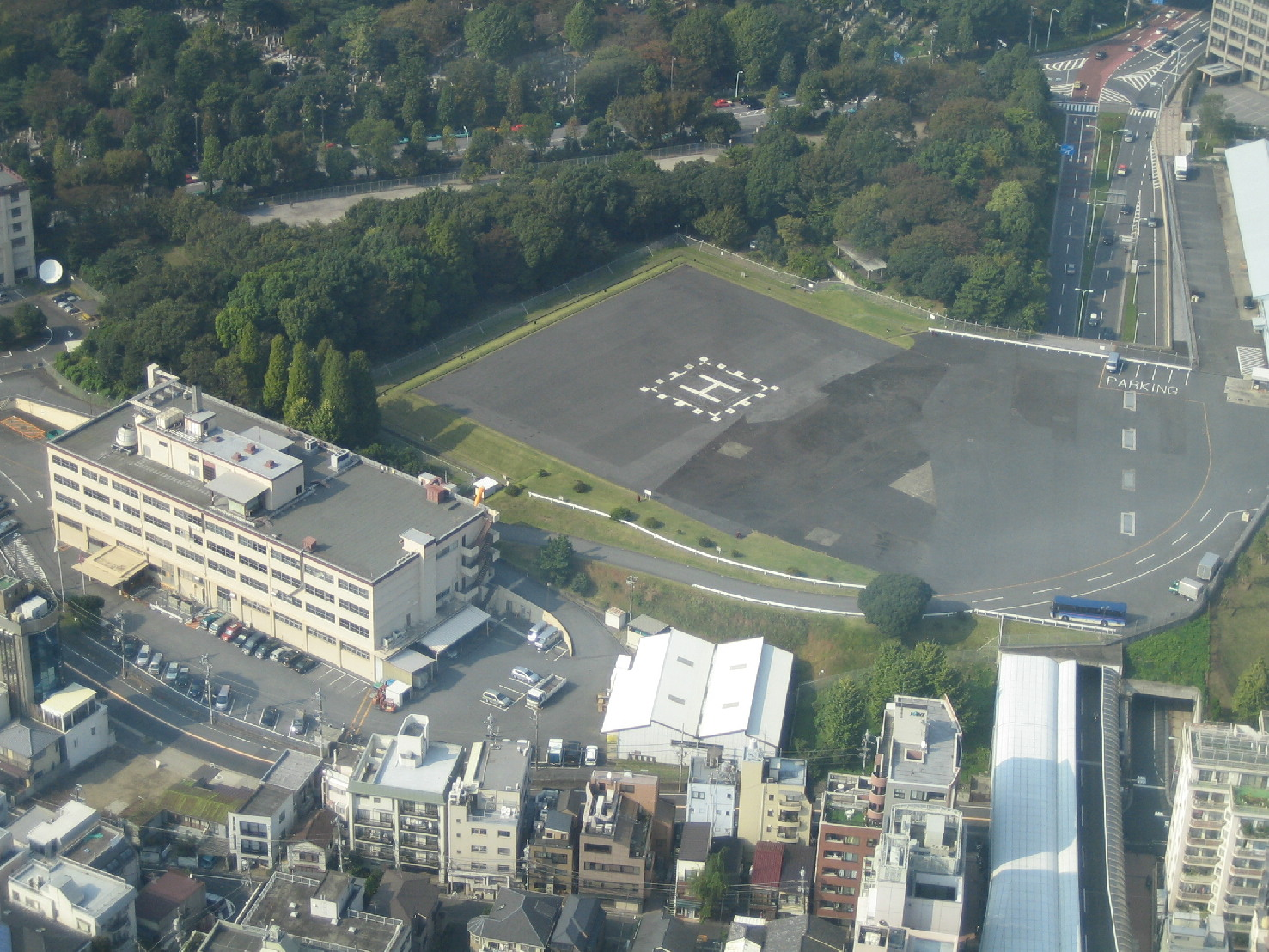
美国陆军设在东京六本木七丁目、青山公园南地区的「赤坂新闻中心」[6]和「哈迪军营」内的直升机降落场。这座被日本民间称作「麻布美军直升机基地」（麻布米軍ヘリ基地）的设施由于临近中心商业区，一度引发用地和噪音争议[7][8]。
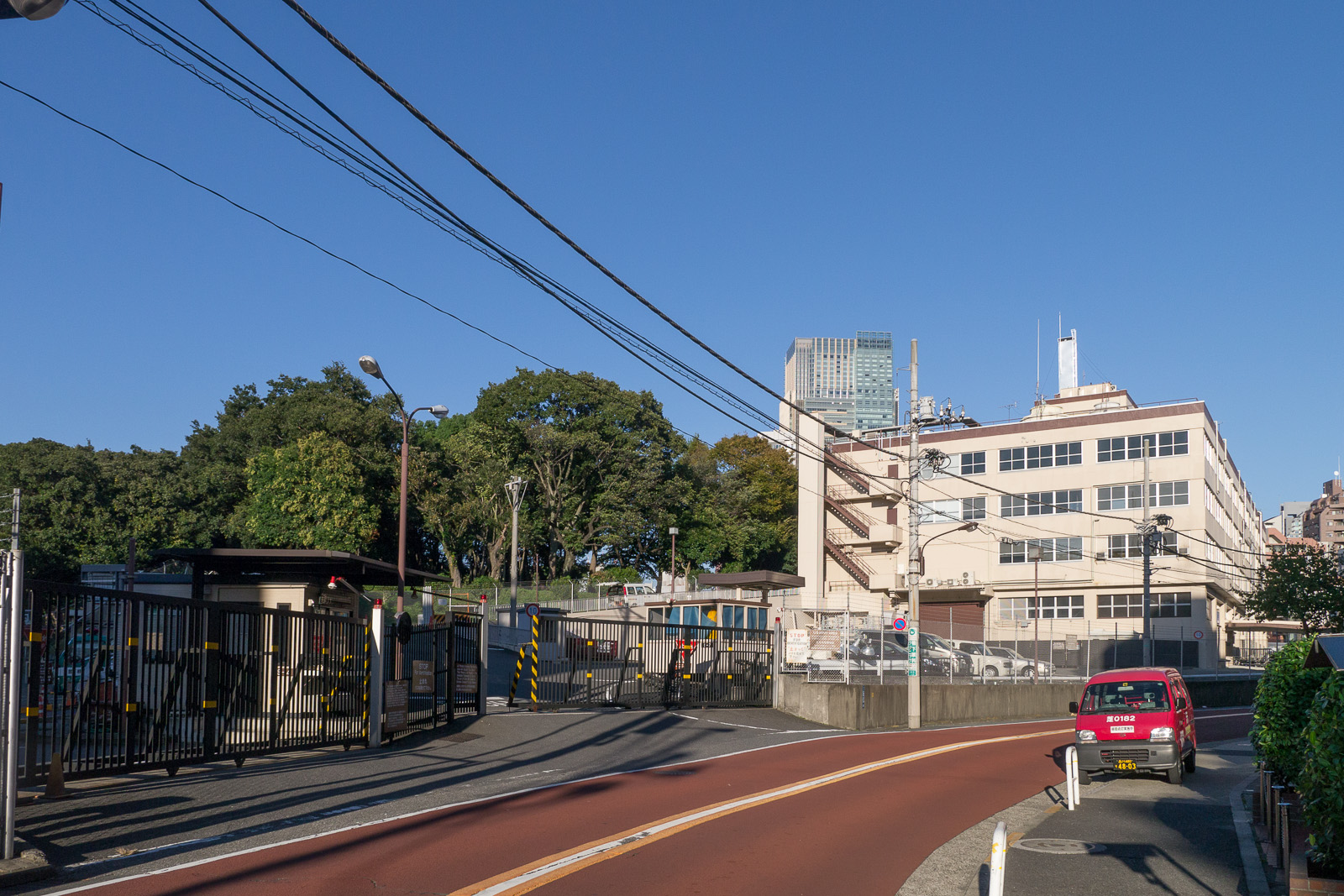
赤坂新闻中心入口
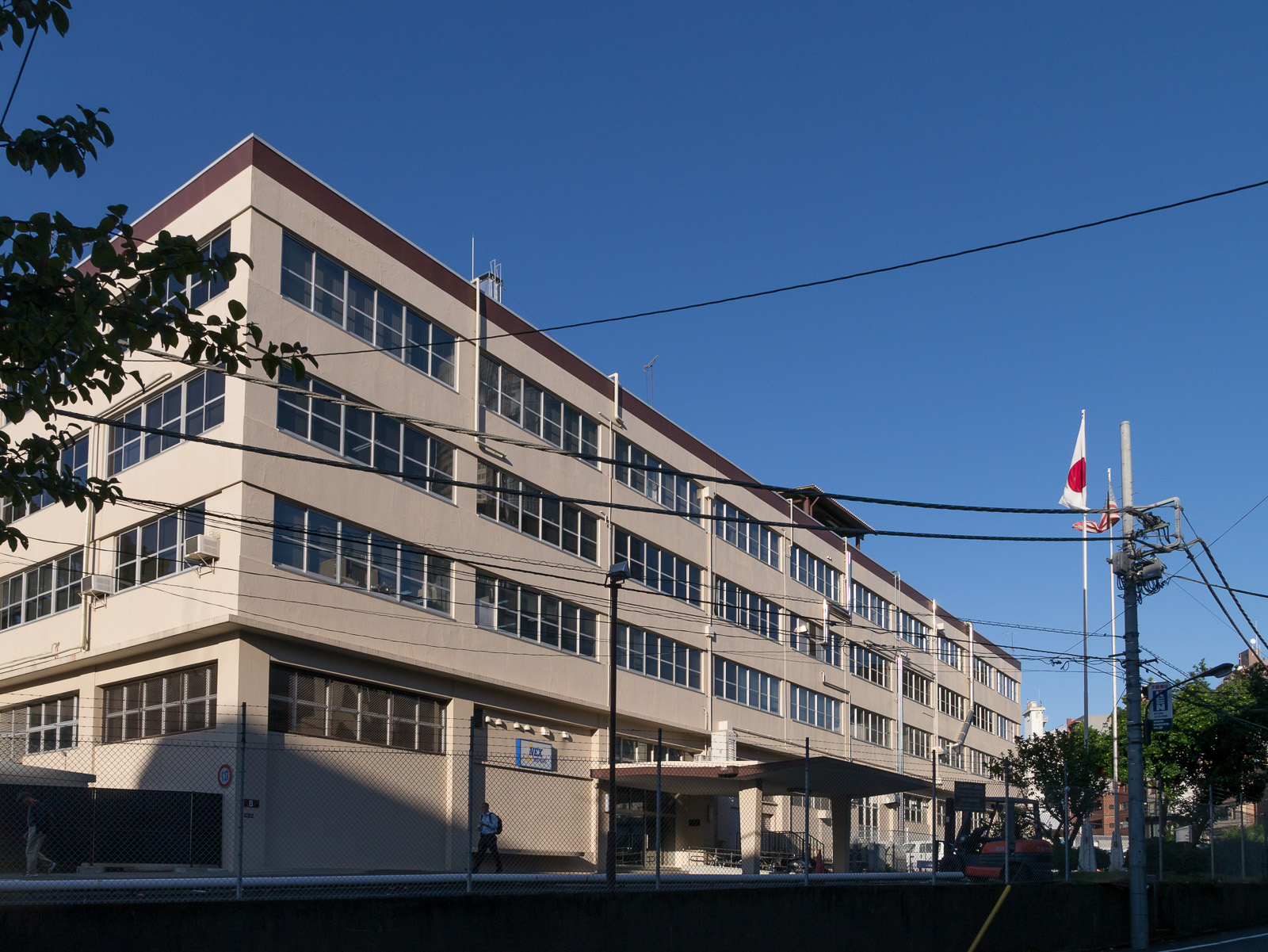
赤坂新闻中心主楼，右边旗杆悬挂日本国旗和美国国旗
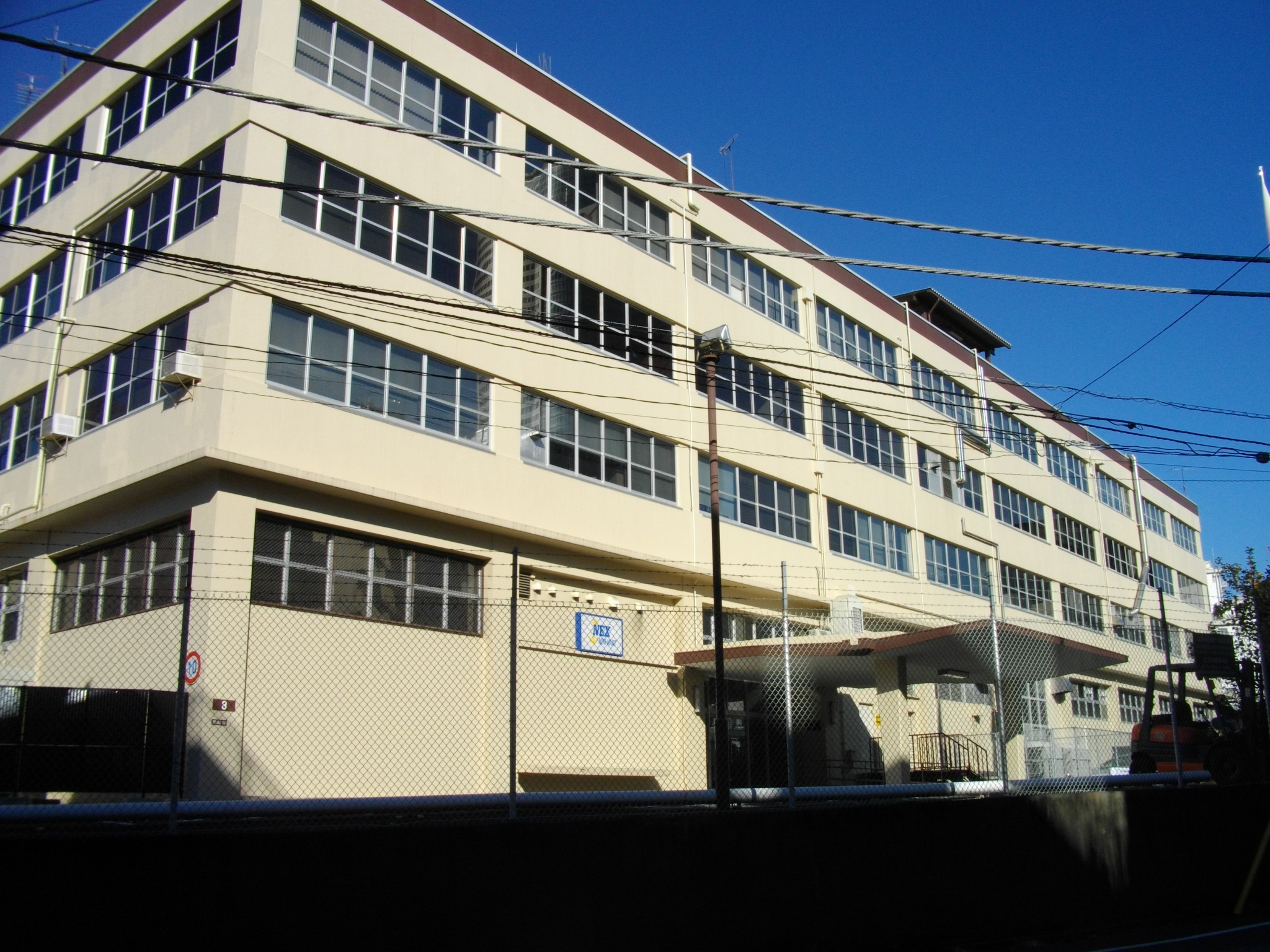
赤坂新闻中心主楼
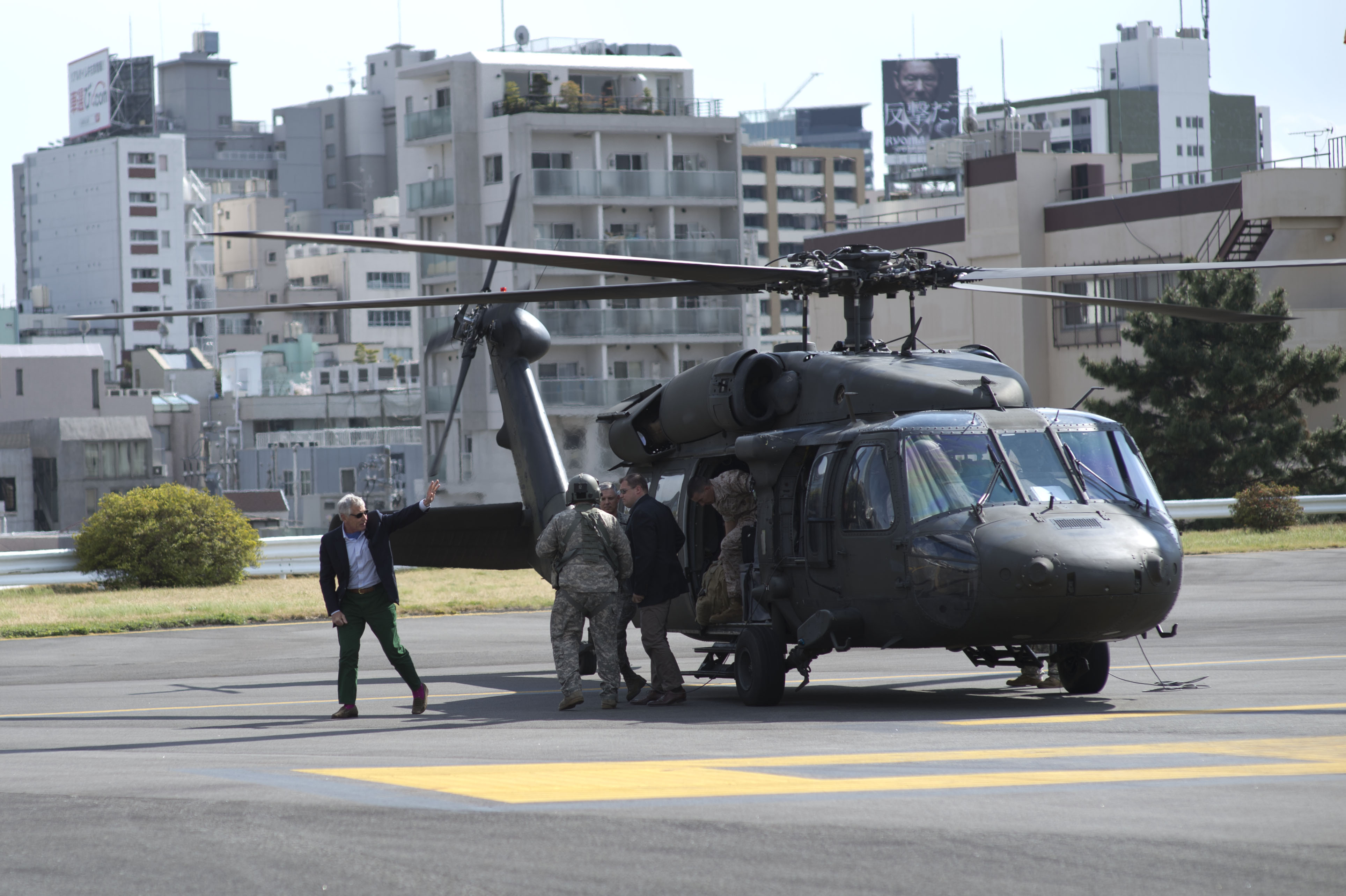
赤坂新闻中心内的一架军机
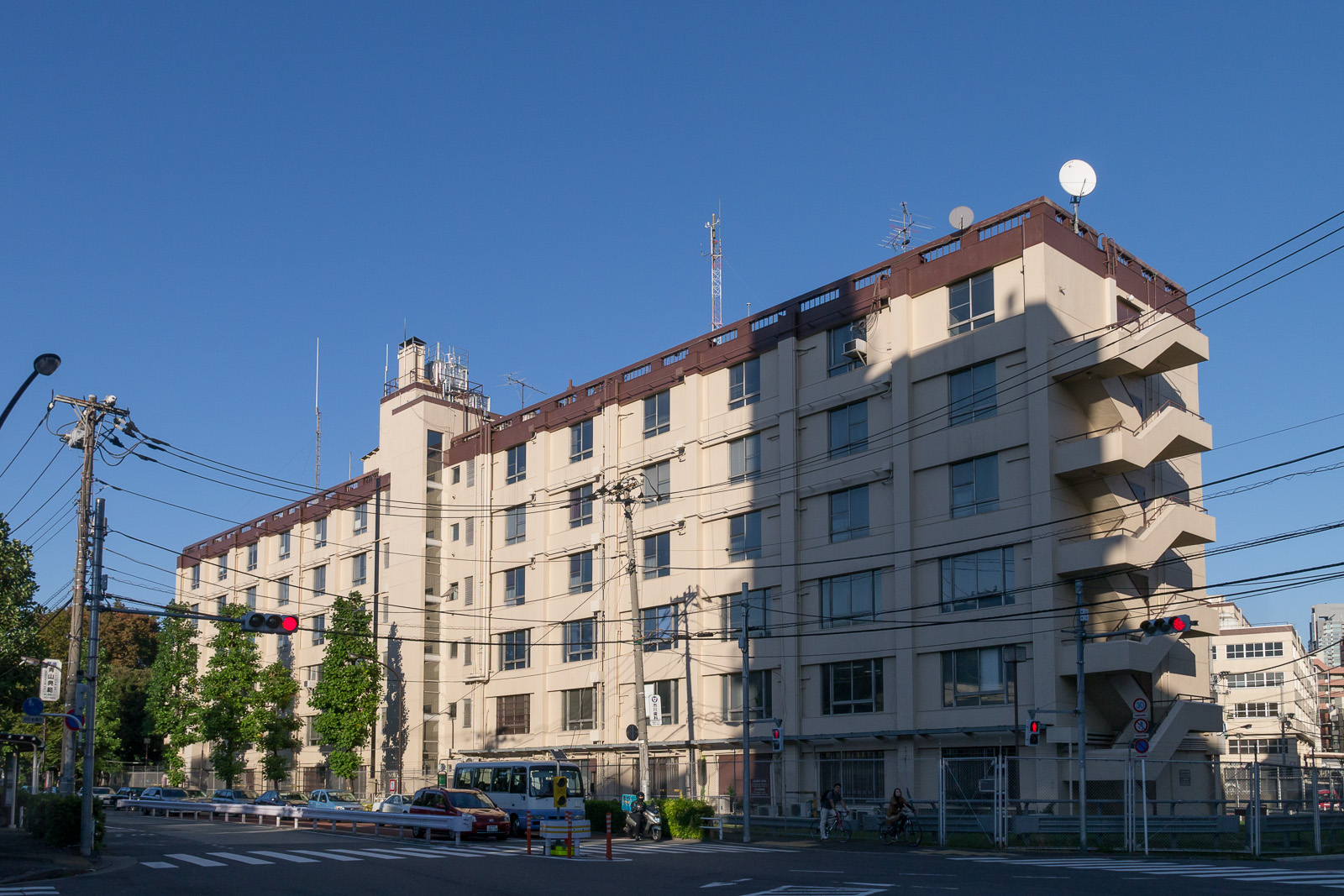
赤坂新闻中心内「哈迪军营」

## 问题
赤坂新闻中心距离美国驻日大使馆仅1.7公里，因此，美国驻日大使馆在赤坂新闻中心和横田基地、厚木海军飞行场之间开通了一天几班的直升机航线。来往港区南麻布的驻日美军“新山王酒店”和赤坂新闻中心的要员运输服务也时有运作。1993年1月，从横田基地前往赤坂新闻中心的直升机曾在杉并区的中学校园中迫降。出于噪音问题和对事故的担心，东京都、港区和港区议会均要求日本防卫省协助撤除赤坂新闻中心。防卫省则回应，“对驻日美军来说，该基地是唯一能在都心迅速运送重要人物的设施，现在返还有困难”，并补充道“今后也会与美方沟通，争取将基地使用对附近居民的影响降到最小”。

### 用地归还问题
1984年（昭和59年）起，南地区一部分改建为驻日美军赤坂新闻中心的直升机场。因东京都道319号环状三号线六本木隧道工程，美军暂时借用青山公园4,300平方公尺作为直升机场，1993年（平成5年）工程结束后，美军以周围建筑高层化造成起降危险而继续占用。2007年（平成19年）1月12日，东京都提出紧急灾害时双方可共同使用直升机场作为替代方案。4月23日，日美联合委员会达成协议。港区与市民团体至今仍继续要求美军归还非法占领用地。

### 反对运动
- 自该中心成立以来，每天美军飞机不停在该中心附近徘徊，噪音非常大，而且飞行高度太低（依美日安保条约，美军军机无义务遵循日本航空法（日语：航空法）规定的最低飞行高度）。从1968年开始，一个名字叫“麻布美军直升机基地撤去实行委员会”（日语：〔〕／ Azabu beigun heri kichi tekkyo jikkō iinkai）的组织在每年4月18日开始进行示威活动，到2015年为止，已举行48届[13][14]。
- 1996年，由于当时的东京都知事青岛幸男没有采取措施要求驻日美军及日本国政府返还占用的土地，赤坂地区居民向东京地方法院提出住民訴訟（日语：住民訴訟），请求“确认都知事行为违法”[5]。1998年7月，东京地方法院决定驳回该诉讼。
- 2015年9月1日，东京都与立川市共同举行综合防灾训练，训练中首次增加航空自卫队用到该基地进行直升机搬运的部分。对此，港区区长写了一封建议信给当时东京都知事舛添要一，认为这种训练可能导向基地使用永久化，请求后者支持撤去基地[2][15]。